# هانس كريستيان أموندسين
هانس كريستيان أموندسين (بالنرويجية البوكمول: Hans Kristian Amundsen)‏ هو محرر وسياسي نرويجي، ولد في 2 ديسمبر 1959، وتوفي في 29 يوليو 2018 في النرويج. حزبياً، نشط في حزب العمال. وقد انتخب وزير دولة ‏ Ministry of Fisheries and Coastal Affairs (Norway) ‏ (يناير 2011 – مايو 2011).